# Mykoła Wasylko
Mykoła Wasylko (ur. 20 marca 1868 w Słobodzie Komarowcach w Księstwie Bukowiny, zm. 2 sierpnia 1924 w Bad Reichenhall) – ukraiński polityk.
Był posłem do Sejmu Krajowego Bukowiny oraz do Reichsratu Przedlitawii w Wiedniu. W latach 1915–1916 organizował kureń bukowińsko-huculski Legionu Ukraińskich Strzelców Siczowych.
W latach 1918–1919 był członkiem Ukraińskiej Rady Narodowej oraz (do 1920) posłem Zachodnioukraińskiej Republiki Ludowej w Austrii, następnie w latach 1920-1921 posłem Ukraińskiej Republiki Ludowej w Niemczech, a następnie w Szwajcarii.